# Ведія Барут
Ведія Барут (тур. Vedia Barut; нар. 14 лютого 1919 — пом. 21 травня 2003) — перша кіпрська турецька підприємиця, акторка театру.

## Біографія
Ведія Барут народилась в Нікосії 14 лютого 1919 року другою з трьох дітей Мехмета Реджепа Бея, головного імама мечеті Святої Софії, та Еміне Ханім, домогосподарки. Її почали навчати у 3 роки, а в 9 років вона почала отримувати уроки гри на скрипці, навчаючись у початковій школі Аясоф'я. Потім вона закінчила середню школу для дівчат у Вікторії і хотіла продовжити кар'єру фармацевтки, але оскільки британський уряд на той час змінив політику і не прийняв фармацевтичну підготовку в кіпрській лікарні, її надії погіршились. У відповідь дядько переконав батька, щоб для неї можна було відкрити магазин.
Магазин був відкритий в 1937 році. Це викликало бурю спротиву у дуже патріархальному суспільстві. Мітхат Бей, письменниця газети «Söz», сприйняла цю реакцію як абсурдну, ставши твердою захисницею Барут, що врешті призвело до того, що підприємиця отримала визнання в суспільстві. Барут працювала у своєму бізнесі до 2003 року, попри пожежу в 1980-х, яка знищила її магазин і змусила відкрити новий за допомогою сина. Почавши з продуктів, орієнтованих на жінок, згодом перейшла на канцтовари та стала єдиним офіційним продавцем канцтоварів під час Другої світової війни в Нікосії. Вона також стала розповсюджувачкою газет, унікально продаючи не лише турецькомовні газети, але й грецькі та англомовні, що надходили з півдня Зеленої лінії. Таким чином, вона стала вирішальною у сприянні контактам між двома громадами на Кіпрі. Після пожежі 1980-х вона завершила канцелярський бізнес і продовжувала продавати лише газети.
Також вона була однією з перших акторок кіпрського театру, що зароджувався. Перед відкриттям своєї крамниці вона поставила екранізацію популярної турецької п'єси «Ашик Гаріп» із аматорською групою, яку створила разом із друзями.